# 遠影 feat. John Legend
「遠影 feat. John Legend」（とおかげ・フィーチャリング・ジョン・レジェンド）は、2006年11月1日に発売されたCHEMISTRY18枚目のシングル。 発売元はデフスターレコーズ。

## 解説
「約束の場所」に続き2ヶ月連続リリースされ、ベスト・アルバム『ALL THE BEST』の先行シングル。
DVD付きの初回盤とCDのみの通常盤2形態で発売された。
キャッチコピーは「面影はいつも近くに」。
「遠影 feat. John Legend」は家族や支えとなった人々からの旅立ちを唄ったバラード。
ジョン・レジェンドによる伴奏は別録りされたもので、レコーディングの際にCHEMISTRYは対面しておらず、ライブや音楽番組においても共演していない。
ソニー・ピクチャーズ・イメージワークスの初フルCGアニメ映画『オープン・シーズン』の日本語版挿入歌。同作品にCHEMISTRYも鮭の役で一部声の出演をした。

## カップリング曲
C/W「クリスマスローズ」は、恋愛をしている女友達への応援歌で、ポップス・ソングに仕上がっている。味の素「クノール」CMソングに起用・これは同CMソングであった、「約束の場所」が盗作騒動（原告の松本零士が敗訴）の影響で起用が急遽中止となったことから。「クリスマスローズ」は実在する花の名前。
栗コーダーカルテットによる「約束の場所」リミックスも収録。ブラスバンド風からリコーダーメインの鼓笛隊の様な演奏へと変化する。

## 収録曲

### CD
1. 遠影 feat. John Legend
作詞：麻生哲朗　作曲・編曲：谷口尚久
映画「オープン・シーズン」日本語吹替版・挿入歌
2. クリスマスローズ
作詞：渡邊亜希子　作曲：森元康介　編曲：OCTOPUSSY
味の素「クノール」CMソング
3. 約束の場所（栗コーダーカルテット sepia color mix）
作詞・作曲：槇原敬之　編曲：栗コーダーカルテット　
味の素「クノール」CMソング
4. 遠影 feat. John Legend (Instrumental)

### DVD（初回生産限定盤）
1. 遠影 feat. John Legend (Music Video)